# Ion Cebanu
Ion Cebanu (n. 1 ianuarie 1984, Chișinău) este un politician din Republica Moldova, fost Ministru al Tineretului și Sportului între 25 septembrie 2009 și 26 februarie 2013, Președinte al Organizației Teritoriale a Partidului Liberal, filiala sectorului Centru din mun. Chișinău, membru al Biroului Permanent Central al Partidului Liberal, președintele Asociației obștești "Optimus".
În perioada 27 februarie – 16 mai 2013 a fost directorul general al Agenției pentru Silvicultură «Moldsilva».
Din 4 septembrie 2013, Ion Cebanu este șef al Minei din Chișinău.

## Studii
- 1991-2003: Liceul Teoretic „ Principesa Natalia Dadiani”
- 2003-2007: Facultatea de Drept la Universitatea de Stat din Moldova
- 1 noiembrie 2007 - 9 iulie 2008: Masterat în Drept Constituțional și Administrativ la Universitatea de Stat din Moldova

Stagii
- Practica de instruire - Procuratura mun. Chișinău, Judecătoria Buiucani din mun. Chișinău;
- 1 iulie 2007 - 7 iulie 2007 -  Franța, Strasburg, Consiliul Europei, Programul Institutului de Studii Europene “Dezvoltarea democrației în Europa de sud-est”.

## Activitate profesională
- 14 noiembrie 2007 - 14 noiembrie 2008:  Jurist la Întreprinderea Municipală Regia Autosalubritate;
- 1 februarie 2008 - 1 mai 2008: Jurist la Întreprinderea Municipală Direcția Construcții Capitale;
- Din 1 iulie 2008 - până în prezent:  Președinte al Consiliului de Administrație SA “Edilitate”;
- Din 23 mai 2008 - până în prezent: Consilier în Consiliul Municipal Chișinău;
- Din 5 aprilie 2009 - până în prezent: Președintele Fracțiuniii Partidului Liberal în Consiliul Municipal Chișinău.

## Activitate politică
Ion Cebanu își începe activitatea politică în cadrul Organizației de Tineret a Partidului Liberal. La 26 noiembrie 2007, la Conferința a II-a a Organizației de Tineret PL este ales vicepreședinte. În cadrul alegerilor locale generale din 3 iunie 2007, candidează pe lista Partidului Liberal și este ales consilier în Consiliul Municipal Chișinău. Devine unul dintre cei mai tineri consilieri din mun. Chișinău.
La alegerile parlamentare din 5 aprilie 2009, Ion Cebanu este înaintat pe locul 34 în lista de candidați pentru funcția de deputat în Parlamentul Republicii Moldova. La alegerile parlamentare anticipate, tânărul Ion Cebanu este promovat printre locurile de trecere în legislativ, fiind propus pe locul 16 pe lista candidaților. Partidul Liberal a acumulat 14,61 din numărul de voturi, ceea ce a constituit 15 mandate parlamentare.

## Ministrul Tineretului și Sportului
Ion Cebanu a deținut funcția de Ministru al Tineretului și Sportului din 25 septembrie 2009, după învestirea de către legislativ a Guvernului Filat. Ion Cebanu a devenit, astfel, cel mai tânăr ministru în noul Guvern la vârsta de 25 de ani. A fost înlocuit la 26 februarie 2013 cu Octavian Țîcu.